# Giovonnie Samuels
Giovonnie Lavette Samuels (San Diego (California), 10 november 1985) is een Amerikaans actrice. Ze is bekend van Nickelodeons All That-show. Samuels werd geboren in San Diego, Californië. Ze begon in de serie All That in 2001, niet veel later kwam ze ook in andere bekende series, That's So Raven als Ravens nicht, Betty Jane. Ze kwam ook een keer voor in de serie Boston Public.

## Filmografie
- Library of Congress Control Number: no2017122548
- Virtual International Authority File: 3483150647107910860008
- WorldCat: E39PBJq6VRKyy8gykpdkVk3WjC